# 요아킴과 묵시록
요아킴과 묵시록(Il monaco che vinse l'Apocalisse)은 조던 리버가 감독한 2024년 이탈리아의 역사와 영성 영화로, 신비주의자 피오레의 요아킴이 묘사한 종말론을 바탕으로 제작되었다.

## 줄거리
서기 1202년 3월 30일. 요아킴은 종말론적인 꿈에서 깨어난다. 그의 생애 마지막 날이다. 노신사 요아킴은 제자에게 자연과 수도원의 고요함을 경험하며 배운 모든 것을 이야기한다. 험준한 산속에 희망을 품은 수도원을 세우고 "피오레"(꽃)라는 이름을 붙이다. 그는 양피지에 중세부터 세상의 종말까지 지속될 "제3시대"에 대한 예언을 적는다. 이 시대는 영적 자유와 개인적 발전의 시대가 될 것이다. 영국의 리처드 1세의 궁정으로 소환되자, 그는 왕에게 요한묵시록에 나오는 일곱 머리 용의 의미를 설명한다. 요아킴은 새로운 여정을 위해 눈 덮인 산으로 돌아간다. 이제 뿌리를 깊이 내렸음을 깨닫고, "꽃은 아직 열매가 아니지만" "열매를 맺을 희망"이라는 사실을 깨닫는다.

## 개봉
이 영화는 2024년 12월 5일 이탈리아에서 개봉되었다.
미국 초연은 2025년 2월 26일 할리우드의 TCL 차이니스 극장에서 열렸으며, 로스앤젤레스 영화제 제20회 대회에서 공식 상영되었다.